# Eduardo Casey
Pour les articles homonymes, voir Casey.
Edward Casey O'Neill, né le 20 avril 1847 à Lobos en Argentine de parents irlandais et mort le 23 juillet 1906, est un éleveur et homme d'affaires argentin qui a fondé la ville de Venado Tuerto, de Coronel Suárez et a participé avec Clément Cabanettes à la fondation de la ville de Pigüé.

## Parcours
Né à la « Estancia del Durazno » à Lobos, Eduardo Casey est le fils de Mary O'Neill et Lawrence Casey (né à Westmeath en 1803), et qui émigrèrent à Buenos Aires en 1830, puis s'enrichirent considérablement à travers divers investissements d'origine agricole. En 1870, Edward hérite de sa famille une importante fortune qu'il va continuer à faire fructifier.
Il investit d'abord une partie de ses fonds dans les chemins de fer argentins, la compagnie Ferrocarril Oeste, puis il est nommé directeur de la Banque de la province de Buenos Aires (actuelle BancoProvincia).
En 1880 il achète 4 400 km2 de terres dans la Province de Santa Fe et fonde une colonie qui deviendra la ville de Venado Tuerto.
En 1881, il acquiert d'importantes parcelles du côté de Cura Malal, près de Coronel Suárez, et deux ans plus tard, il est à la tête d'un cheptel de plus de 40 000 bovins, 50 000 ovins et 10 000 chevaux. En 1883, il vend à Clément Cabanettes, dix parcelles sur lesquelles celui-ci établit plus tard la colonie de Pigüé, peuplée entre autres par une quarantaine de familles aveyronnaises ramenées depuis Rodez par François Issaly en décembre 1884. 
Cependant, la crise des années 1890 le rattrape et ses principaux investisseurs, dont la banque Barings, le lâchent. Il semble qu'un certain Joseph Drysdale (1833-1922) l'ait particulièrement soutenu dans ses affaires, lorsqu'il dut, après avoir revendu à perte tous ses actifs, revenir dans le monde des affaires : il tente alors de se lancer dans la construction d'une nouvelle ligne de chemin de fer reliant les quartiers urbains pionniers situés au sud de la province de Buenos Aires au Mercado Central de Frutos (les halles). Malheureusement, il ne réussit pas, dans un premier temps, à mobiliser assez d'investisseurs. Il perd sa femme en 1902 et sa santé se dégrade.
Il semblerait que Casey, après cette série d'épreuves, se soit suicidé, mais une enquête récente, menée par l'universitaire Carlos Newland, tend à montrer qu'il aurait plutôt été victime d'un accident ferroviaire : il se promenait sur les voies ferrées qui traversaient le nouveau quartier du Mercado, les plans de construction à la main, quand une locomotive le percuta. Une messe fut célébrée en son honneur le 22 août suivant et les journaux nationaux parlèrent de lui comme d'un homme qui avait contribué à transformer l’Argentine en pays moderne.
Entre 1880 et 1889, il se fait construire sur les plans de l'architecte Carlos Ryder, une grande demeure dans un style victorien tardif, à Buenos Aires, au no 1690 de l'Avenida Alvear : appelée « Palacio Casey », acheté par l’État en 1948, c'est actuellement le siège du ministère de la Culture argentin.